# Roger Manvell
Arnold Roger Manvell (* 10. Oktober 1909; † 30. November 1987) war ein britischer Filmwissenschaftler und Schriftsteller.

## Leben und Tätigkeit
Roger Manvell wurde an der London University ausgebildet, wo er einen Bachelor- und einen Ph.D.-Abschluss erwarb.
Während des Zweiten Weltkriegs war Manvell im britischen Informationsministerium tätig, wo er in der Abteilung für Film (film division) als film officer an der Produktion von Propagandafilmen mitwirkte. Von 1945 bis 1947 arbeitete er als research officer des British Film Institutes. Während dieser Zeit führte er Forschungen zur Geschichte des britischen Kinos durch und übernahm Lehraufträge während des British Film Festival in Prag (1946) und während des World Film Festival in Brüssel (1947).
1947 wurde Manvell erster Direktor der British Film Academy. Diesen Posten hatte er zwölf Jahre lang bis 1959 inne. In dieser Stellung beriet der den British Council und den Art Council. Für die BBC war er seit den 1940er Jahren als Sprecher im Heimatdienst (Home Service) und im Überseedienst (Overseas Service) tätig.
Von 1946 bis 1949 edierte er die Zeitschrift Penguin Film Review und von 1950 bis 1952 das Jahrbuch The Cinema.
Später arbeitete Manvell als Lehrkraft an verschiedenen Universitäten in Europa und Nordamerika. Zudem betätigte er sich als Radiosprecher und Drehbuchautor.
Seit 1975 lehrte Manvell Filmgeschichte am College of Communications der Boston University. 1982 erhielt er dort den Rang eines Professors.
Seit den 1940er Jahren veröffentlichte Manvell zahlreiche Bücher zu filmgeschichtlichen Themen. Sein bei Penguin Books im Jahr 1944 erschienenes Buch Film setzte mehr als eine Million Exemplare ab. Zusätzlich zu seinen filmgeschichtlichen Werken verfasste Manvell von Ende der 1950er bis Anfang der 1970er Jahre in Zusammenarbeit mit Heinrich Fraenkel eine Reihe von Biographien über führende Persönlichkeiten der nationalsozialistischen Diktatur, so über Joseph Goebbels, Hermann Göring, Heinrich Himmler und Rudolf Heß.
Sein Nachlass wird in der University of Louisville, Kentucky verwahrt.

## Schriften
- Film, 1944.
- The History of the British Film, 1896–1906, Allen & Unwin, London 1948. (zusammen mit Rachael Low)
- Three British Screen Play.s "Brief encounter","Odd man out," "Scott of the Antarctic", 1950.
- A Seat at the Cinema, 1951.
- On the Air. A Study of Broacasting in Sound and Television, 1953.
- The Crowded Air: A Study of the Problems and Potentialities of American and British Television, 1953.
- The Animated Film. With Pictures from the Film 'Animal Farm, London 1954.
- Film and the Public, 1955.
- The Technique of Film Music, 1957. (zusammen mit John Huntley)
- Dr. Goebbels. His Life and Death, Simon and Shuster, New York 1960. (weitere Auflagen 1961, 1968, 2006, 2010, 2013 z. T. als Doctor Goebbels) (auf Deutsch als Goebbels. Eine Biographie, Kiepenheuer & Witsch, Köln und Berlin 1960; Nachdrucke 1989, 1992 und 1995 bei Heyne) (zusammen mit Heinrich Fraenkel)
- The Passion, 1960. (Roman)
- The Living Screen. Background to the Film and Television, 1961.
- Design in Motion, 1962.
- Goering, New York, Simon and Shuster, New York 1962. (weitere Auflagen 1968, 2013) (auf Deutsch Göring, Verlag für Literatur und Zeitgeschehen, Hannover 1961; Nachdrucke 1964, 1983) (zusammen mit Heinrich Fraenkel)
- The Dreamers, 1963. (Roman)
- The Technique of Film Animation, 1963.
- Himmler, Putnam, New York 1965. (weitere Auflagen 1969, 1973, 2007, z. T. als Heinrich Himmler) (auf Deutsch: Himmler. Kleinbürger und Massenmörder, Ullstein, Berlin 1965) (mit Heinrich Fraenkel)
- The July Plot, Bodley Head, London 1964. (weitere Auflagen 1966, 1971, 2008; z. T. unter dem Titel The Conspirators. 20th July 1944 und unter dem Titel The Men who Tried to Kill Hitler) (auf Deutsch: Der 20. Juli, Ullstein, Berlin 1964; Nachdruck 1969) (zusammen mit Heinrich Fraenkel)
- What is a Film?, 1965.
- New Cinema in Europe, London 1966.
- This Age of Communication. Press, Book, Films, Radio, TV, Glasgow 1966.
- The Incomparable Crime. Mass Extermination in the Twentieth Century, 1967. (mit Heinrich Fraenkel)
- The Progress in Television, 1967. (auch erschienen als TV. The Creative Experience) (zusammen mit William A. Bluem)
- Ellen Terry, 1968.
- New Cinema in the U.S.A. The Feature Film Since 1946, 1968.
- New Cinema in Britain, 1969.
- S.S. and Gestapo. Rule by Terror, 1969. (Nachdruck 1972) (auf Deutsch: Die Herrschaft der Gestapo, Moewig 1982; Nachdruck 1987) (zusammen mit Heinrich Fraenkel)
- The Canaris Conspiracy. The Secret Resistance to Hitler in the German Army, McKay, New York 1969. (Nachdruck 1972) (auf Deutsch: Canaris. Spion im Widerstreit, 1969) (zusammen mit Heinrich Fraenkel)
- Art in Movement. New Directions in Animation, 1970. (zusammen mit John Halas)
- Sarah Siddons. portrait of an Actress, London 1970.
- The German Cinema, Dent, 1971. (mit Heinrich Fraenkel)
- Sarah Siddons – Portrait of an Actress, 1971.
- Shakespeare and the Film, 1971. (Nachdruck 1979)
- Hess, MacGibbon & Kee Granada Publishing, London 1971.
- The History fo the British Film. 1914–1918, 1973.
- Masterworks of the German Cinema: The Golem – Nosferatu – M -The Threepenny Opera, Harper & Row, Icon Editions, New York 1973.
- Chaplin, 1974.
- Films and the Second World War, J.M. Dent, London 1974.
- Love Goddesses of the Movies, 1975.
- The Trial of Annie Besant and Charles Bradlaugh, 1976.
- Adolf Hitler, Grafton, Panther Books, London 1978. (Nachdrucke 1986)
- Theater and Film: A Comparative Study of the Two Forms of Dramatic Art, and of the Problems of Adaptation of Stage Plays into Films, 1979.
- Ingmar Bergman, an Appreciation, 1980.
- Images of Madness: Portrayal of Insanity in the Feature Film, 1985. (zusammen mit Michael Fleming)the dre

| Personendaten    | Personendaten                                     |
| ---------------- | ------------------------------------------------- |
| NAME             | Manvell, Roger                                    |
| ALTERNATIVNAMEN  | Manvell, Arnold Roger (vollständiger Name)        |
| KURZBESCHREIBUNG | britischer Filmwissenschaftler und Schriftsteller |
| GEBURTSDATUM     | 10. Oktober 1909                                  |
| STERBEDATUM      | 30. November 1987                                 |